# Hassa bint Ahmed al-Soudayri
Hassa bint Ahmed al-Soudayri (transcrit aussi Hussa ou Hessa, arabe : حصة بنت أحمد السديري), née en 1900 et morte en 1969, est l'une des épouses préférées du roi Abdelaziz ibn Saoud (1876-1953), fondateur en 1932 de l'Arabie saoudite. Elle est la mère des sept Soudayris.

## Biographie

### Origine familiale
La tribu des Soudayri, à laquelle appartient Hassa ainsi que la mère d'Ibn Saoud, Sarah al-Sudayri, ainsi que trois de ses autres épouses, est originaire de la ville de Soudayr (ar), dans le Nejd, la région centrale du royaume, et est liée à confédération bédouine des Dawasir (en). 
Les Soudayri auraient aidé financièrement, aux temps héroïques, le futur roi Abdelaziz Al Saoud dans sa conquête de Riyad.

## Mariages
Hassa se marie une première fois avec Abdelaziz ibn Saoud, à l'âge de treize ans. Elle donne naissance à un fils, Saad, qui mourra de la grippe espagnole à cinq ans, en 1919. Rapidement divorcée d'Abdelaziz, elle se remarie avec le frère cadet de celui-ci, Mohammed ben Abderrahmane Al Saoud (en), dont elle a un fils, Abdallah. Mais Abdelaziz force son frère à divorcer et épouse Hassa à nouveau. Ils ont douze autres enfants dont sept fils (parmi les nombreuses épouses du roi, c'est Hassa qui lui a donné le plus de fils) et resteront mariés jusqu'à la mort d'Abdelaziz en 1953.

## Sept Soudayris
Les sept fils que Hassa a eu avec Ibn Saoud après leur deuxième mariage sont surnommées les sept Soudayris. Ils forment un groupe soudé et influent au sein de la famille royale. Ce sont :
- Fahd ben Abdelaziz Al Saoud (1921-2005), roi de 1982 à sa mort ;
- Sultan ben Abdelaziz Al Saoud (1928-2011),  prince héritier de 2005 à sa mort, ministre de la Défense et de l'Aviation de 1962 à sa mort ;
- Abderrahmane ben Abdelaziz Al Saoud (1931-2017), vice-ministre de la Défense et de l'Aviation de 1978 à 2011 ;
- Nayef ben Abdelaziz Al Saoud (1933-2012), prince héritier de 2011 à sa mort, ministre de l'Intérieur de 1975 à sa mort ;
- Tourki ben Abdelaziz Al Saoud (en) (1934-2016) ;
- Salmane ben Abdelaziz Al Saoud (né en 1935), ministre de la Défense, prince héritier le 18 juin 2012 à la mort de Nayef, roi depuis 2015 ;
- Ahmed ben Abdelaziz Al Saoud (né en 1940), ministre de l'Intérieur en 2012.